# Cyfra+
Cyfra+ (zapis stylizowany: CYFRA+) – polska telewizyjno-radiowa satelitarna platforma cyfrowa istniejąca w latach 1998–2013. Jej operatorem była spółka Canal+ Cyfrowy. Docierała do ponad 1,5 miliona abonentów w Polsce. 1 marca 2002 Cyfra+ połączyła się z konkurencyjną platformą cyfrową Wizja TV. Zmieniła wtedy nazwę na Nowa Cyfra+, lecz później powróciła do poprzedniej nazwy.
21 marca 2013 roku w wyniku fuzji z konkurencyjną platformą satelitarną n, marka Cyfra+ zniknęła z rynku na rzecz nc+, a 2 czerwca 2014 operator Canal+ Cyfrowy został wykreślony z rejestru przedsiębiorców.

## Historia
Należąca do spółki Canal+ Cyfrowy platforma cyfrowa Cyfra+ zainaugurowała działalność w 1998 roku. Była to wiodąca platforma cyfrowa na polskim rynku, dająca abonentom dostęp do wielu kanałów telewizyjnych w cyfrowej jakości, w tym po raz pierwszy w Europie do dwóch ofert typu premium (Canal+ i HBO). Cyfra+ oferowała ponad 100 programów telewizyjnych i radiowych, w tym ponad 80 po polsku oraz dostęp do kilkuset innych cyfrowych kanałów z satelity Hot Bird. Programy platformy docierały do ponad 1,5 miliona abonentów.

### Canal+ Cyfrowy
Canal+ Cyfrowy to spółka istniejąca w latach 1998–2014 będąca nadawcą kanałów telewizyjnych, operatorem platformy cyfrowej Cyfra+, a do 2 czerwca 2014 roku także i nc+. Spółka należała do Groupe Canal+ (75%) i LGI Ventures B.V. (25%). Kanały nadawcy dystrybuowane były w ponad 350 sieciach telewizji kablowej oraz na platformie Cyfra+. Nadawca rozbudowywał bazę abonencką oraz wprowadza usługi w oparciu o nowe technologie, takie jak DSL, HDTV, PVR czy VoD.
Od 30 listopada 2012 Grupa Canal+ i Grupa ITI współpracowały wobec strategicznego partnerstwa na rynku telewizji w Polsce będąc wspólnie właścicielami TVN i połączonej platformy cyfrowej nc+.
2 czerwca 2014 zarejestrowano połączenie obu spółek będących właścicielami platformy nc+ Canal+ Cyfrowy i ITI Neovision. W efekcie wszelkie prawa i obowiązki spółki Canal+ Cyfrowy S.A., w tym wynikające z zawartych przez nią umów wykonuje ITI Neovision, przez co jest jedynym operatorem platformy nc+, a spółka Canal+ Cyfrowy S.A. została wykreślona z Krajowego Rejestru Sądowego. Pomimo tego Groupe Canal+ jest głównym akcjonariuszem połączonej spółki (posiada w niej 51% udziałów), zaś Grupa TVN 32%, a Liberty Global 17%.

### Platforma Cyfra+

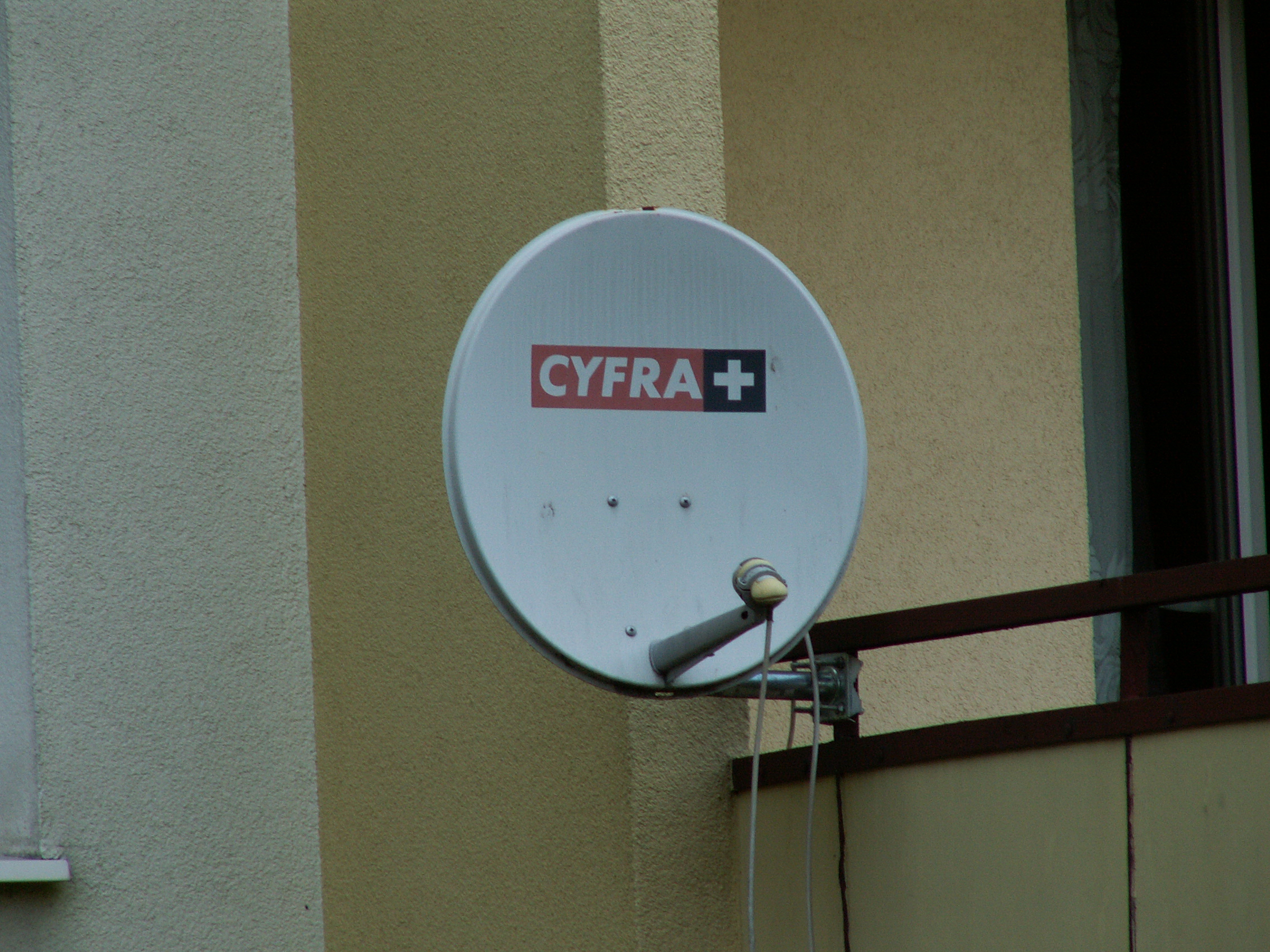
Antena satelitarna Cyfra+

W dniu rozpoczęcia działalności platforma miała w swojej ofercie 7 kanałów: Canal+, Polsat, Polsat 2, Eurosport, Planète, MCM i Muzzik. Pierwotnie w ofercie miały się znaleźć kanały Cine Cinemas, Cine Classics i Seasons, jednak Seasons dołączył dopiero w grudniu 1999, a Cine Cinemas i Cine Classics nie wystartowały na platformie. Kolejno 15 listopada dołączył Canal+ Żółty, 1 grudnia Canal+ Niebieski. 11 grudnia dołączono kanały TVP1, TVP2, Nasza TV, TMT i TV Polonia. 18 kwietnia 1999 dołączono kanał dla dzieci MiniMax oraz filmowy Ale Kino!, 1 sierpnia kanał o grach komputerowych Game One, 1 października dołączył Marcopolo, a 1 grudnia kanał Seasons. 1 kwietnia 2000 dołączył kanał TV4 (ten kanał zastąpił Naszą TV). Później dołączyły kanały TVN, RTL 7, Discovery Channel, Discovery Sci-Trek, Discovery Civilization, Discovery Travel and Adventure, a kanały Polsat i Polsat 2 zostały wycofane. 9 sierpnia 2001 dołączył kanał informacyjny TVN 24, następnie 1 września dołączył kanał Hyper (ten kanał zastąpił Game One). W związku z włączeniem w lutym 2002 roku przedsiębiorstwa Wizja TV do Canal+ Cyfrowy, nastąpiło przejęcie praw i obowiązków Wizji TV, wskutek czego doszło do fuzji obydwu platform.1 marca 2002 dołączył kanał TVN 7 (ten kanał zastąpił RTL 7) i Tele 5 (ten kanał zastąpił Super 1). Następnie dołączyły kanały Fox Kids, TCM, Cartoon Network, Hallmark Channel, HBO, MTV, MTV Classic, Club TV, Fashion TV, Reality TV, Animal Planet, TV Puls, National Geographic Channel, Extreme Sports Channel (wszystkie oprócz TVN7 z Wizji TV), wycofane zostały kanały TMT, Seasons, Marcopolo. W 2003 roku dołączyły kanały HBO2, Pilot TV, TVN Meteo, Mango 24, ITV,TVP3, wycofano Avante. 20 grudnia 2003 dołączyły kanały MiniMini i Kino Polska. W 2004 dołączyły TVN Style, TVN Turbo, TV Biznes, Podróże TV, Canal+ Sport 2, TV4. W 2005 r. platforma dołączyła następujące kanały Eurosport 2 (kanał zastąpił Eurosport News), Cinemax, TVN Gra, ESPN Classic Sport, VH1 Polska (zastąpił MTV Classic), TVP Kultura i Trace TV. Wyłączono zaś kanały Pilot TV i TV Centrum. 

Platforma nadawała z satelity Eutelsat Hot Bird 13° E w standardzie DVB-S oraz DVB-S2. Większość jej kanałów jest kodowanych z pomocą systemu Nagra Media Access – S4. Cyfra+ miała około 100 polskojęzycznych stacji telewizyjnych, kilkanaście radiowych oraz pakiet kilku kanałów interaktywnych oraz kanałów niekodowanych (FTA). Od grudnia 2006 roku w swojej ofercie posiada kanały w technologii HD.
Prawie żaden dekoder Cyfry+ nie używał protokołu DiSEqC i nie potrafił bezpośrednio obsługiwać anten z kilkoma konwerterami oraz obrotowych (wyjątek stanowią dekodery Strong 6880, Philips HD, Philips PVR HD, Pace PVR HD oraz Sagemcom DSI87/DSI83). Były one jednak tak zaprogramowane, że po podłączeniu sygnału z satelitów Astra na pozycji 19,2° E można było odbierać z tych satelitów kanały niekodowane z numerami od 650 wzwyż (obecnie). Umożliwiało to dostęp do kanałów takich jak np. TV Trwam.

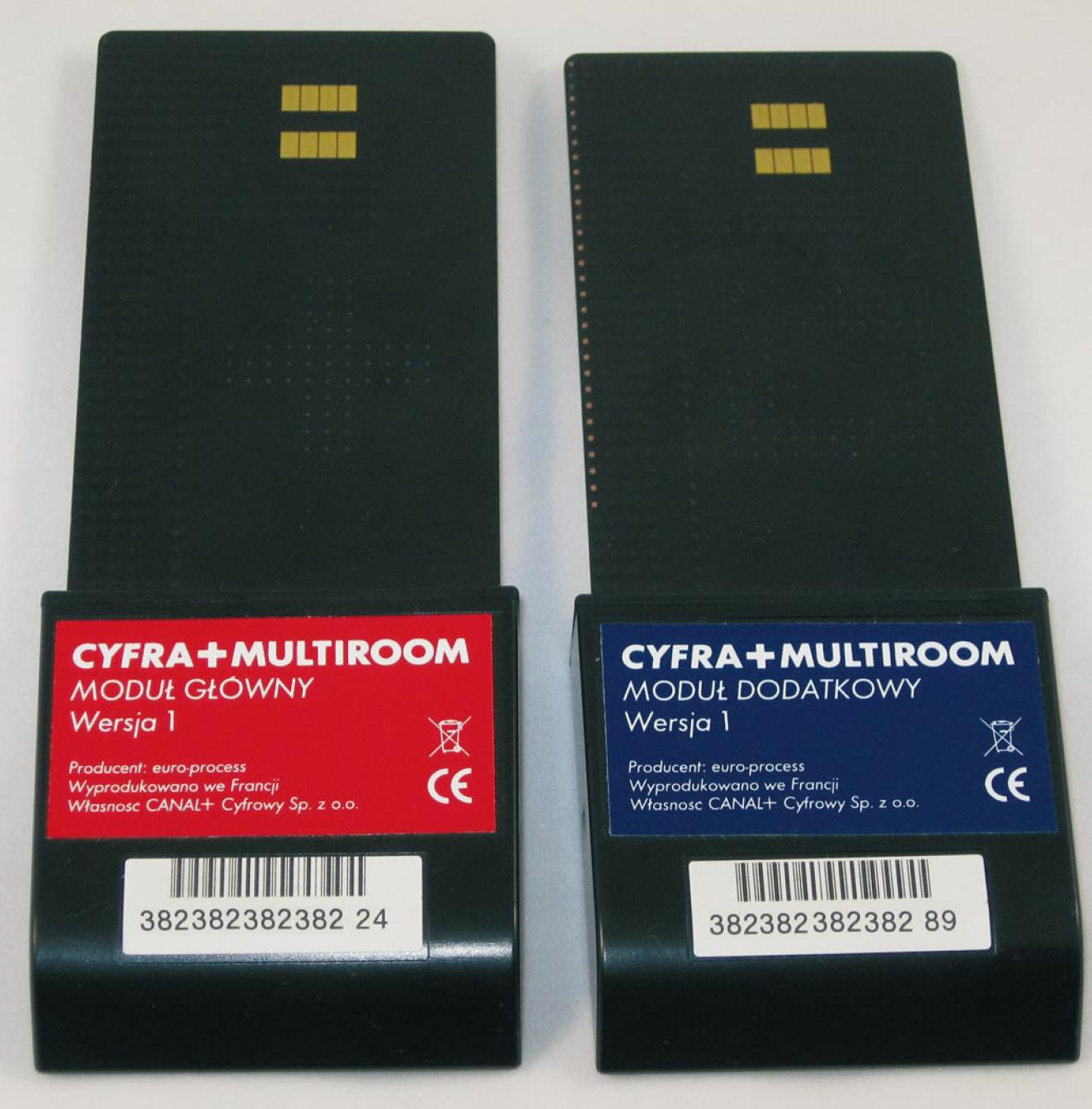
Moduły Multiroom (płytki drukowane)

30 kwietnia 2009 Cyfra+ udostępniła swoim abonentom możliwość odbioru próbnych przekazów Naziemnej Telewizji Cyfrowej (DVB-T) bez konieczności kupowania dodatkowego sprzętu. Programy odbierane z NTC umiejscowiono w spisie kanałów od pozycji 980 w górę.
12 sierpnia 2009 firma wprowadziła usługę Cyfra+ Multiroom, która umożliwiała niezależny odbiór dwóch różnych kanałów na dwóch różnych odbiornikach jednocześnie w ramach jednego abonamentu.
1 września 2010 do oferty Cyfry+ dołączyło siedem kanałów konkurencyjnej platformy Cyfrowy Polsat (Polsat, Polsat 2, Polsat News, Polsat Play, Polsat Café, Polsat JimJam oraz Polsat Film).
1 listopada 2011 grupa ITI ogłosiła strategiczne partnerstwo z grupą Canal+.
19 grudnia 2011 doszło do podpisania umowy dotyczącej fuzji platform n i Cyfry+. 14 września 2012 Urząd Ochrony Konkurencji i Konsumentów wydał zgodę na fuzję obu platform. Zgodnie z zapowiedziami fuzja nastąpiła 21 marca 2013 roku. Od tego dnia nowa platforma cyfrowa występuje pod nazwą nc+.
W ofercie platformy znajdowały się także dwa kanały 3D: Canal+ 3D oraz Hustler HD 3D.

### Identyfikacja wizualna

Logo platformy
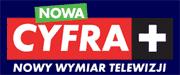
Jako Nowa Cyfra+
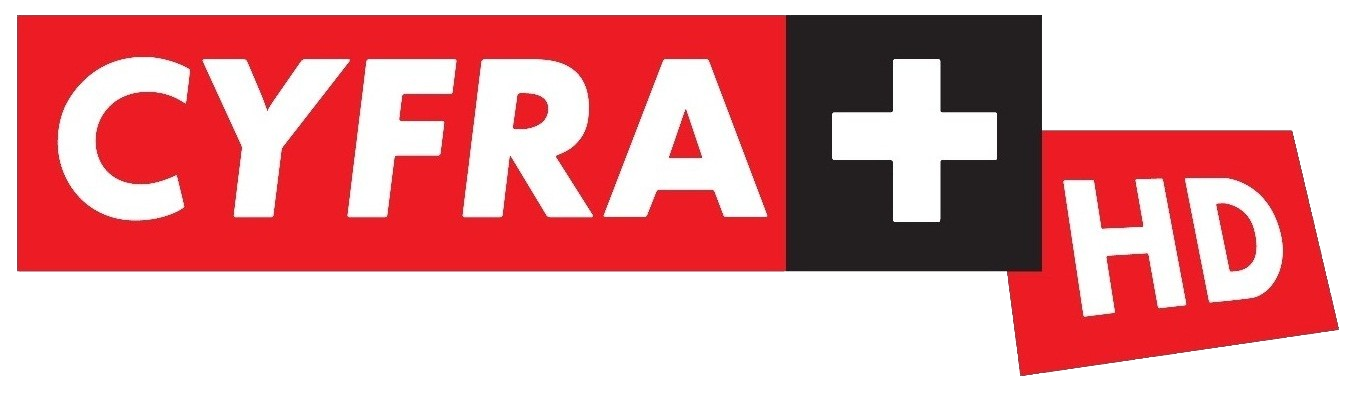
Logo na antenach HD
Logo w wersji DSL

## Siedziba nadawcy
Ostateczna siedziba spółki Canal+ Cyfrowy mieściła się przy alei gen. Władysława Sikorskiego 9 w Warszawie. Pięciokondygnacyjny gmach powstał na planie znaku plusa. Budynek ma nowoczesną i prostą bryłę, o lekkiej konstrukcji, z dominacją szkła, stali i betonu jako elementów wykończenia elewacji. Powierzchnia użytkowa wynosi 7600 m². Poza powierzchniami biurowymi w obiekcie mieści się nowoczesne studio telewizyjne z zapleczem technicznym, a na najniższej kondygnacji punkt obsługi abonentów. Jednym z najdroższych elementów obiektu jest nowoczesne satelitarne centrum nadawcze, którego koszt wyniósł około 4,5 mln zł. Budynek został oddany do użytku w I kwartale 2008 roku. Wcześniej siedziba Canal+ Cyfrowego mieściła się przy ul. Kawalerii 5 w Warszawie (w dawnej siedzibie Ambasady Socjalistycznej Republiki Wietnamu). Obecnie w siedzibie Canal+ Cyfrowy mieści się Canal+ Polska S.A..

## Transpondery
Cyfra+ zarządzała następującymi transponderami na satelitach Hot Bird:
- Hot Bird 13C, tp. 110 (10,719 GHz, pol. V, SR: 27500, FEC: 5/6, DVB-S/QPSK)
- Hot Bird 13C, tp. 114 (10,796 GHz, pol. V, SR: 27500, FEC: 5/6, DVB-S/QPSK) od 2009, od 2015 w DVB-S2
- Hot Bird 13C, tp. 119 (10,892 GHz, pol. H, SR: 27500, FEC: 3/4, DVB-S/QPSK)
- Hot Bird 13C, tp. 4 (11,278 GHz, pol. V, SR: 27500, FEC: 3/4, DVB-S2/8PSK) od 2003 w cyfrze+, a od 2008 w DVB-S2
- Hot Bird 13C, tp. 11 (11,411 GHz, pol. H, SR: 27500, FEC: 5/6, DVB-S2/8PSK) od 2011 w Cyfrze+ i w DVB-S2
- Hot Bird 13C, tp. 15 (11,488 GHz, pol. H, SR: 27500, FEC: 5/6, DVB-S/QPSK) od 2015 w DVB-S2

## Kanały własne

### Istniejące
- Canal+ Premium
- Canal+ Premium HD
- Canal+ Film
- Canal+ Film HD
- Canal+ Seriale
- Canal+ Sport
- Canal+ Sport HD
- Canal+ 1
- Canal+ Dokument
- Canal+ Dokument HD
- Canal+ 4K Ultra HD
- Canal+ Family
- Canal+ Family HD
- Canal+ Sport 2
- Canal+ Sport 2 HD
- Canal+ Sport 3
- Canal+ Sport 3 HD
- Canal+ Sport 4
- Canal+ Sport 4 HD
- Canal+ Sport 5
- Canal+ Sport 5 HD
- Canal+ Now
- Canal+ Now HD
- Ale Kino+
- Ale Kino+ HD
- Canal+ Domo
- Canal+ Domo HD
- Canal+ Kuchnia
- Canal+ Kuchnia HD
- MiniMini+
- MiniMini+ HD
- Novelas+
- Novelas+ HD
- Planete+
- Planete+ HD
- teleTOON+
- teleTOON+ HD

### Zlikwidowane
- Game One
- MiniMax
- ZigZap